# 16067 Brandonfan
16067 Brandonfan è un asteroide della fascia principale. Scoperto nel 1999, presenta un'orbita caratterizzata da un semiasse maggiore pari a 2,9921659 au e da un'eccentricità di 0,0539153, inclinata di 9,17634° rispetto all'eclittica.